# Haute Tension
Haute Tension (bra: Alta Tensão) é um filme de terror slasher francês de 2003 dirigido por Alexandre Aja, escrito por Aja e Grégory Levasseur e estrelado por Cécile de France, Maïwenn, e Philippe Nahon.
Haute Tension foi escolhido pelo distribuidor independente Lions Gate Entertainment após uma exibição bem-sucedida na seção Midnight Madness do Festival de Toronto de 2003. O filme foi originalmente classificado como NC-17 nos EUA por forte violência gráfica.  No entanto, a Lionsgate reeditou o filme (para garantir uma classificação R) e o dublou em inglês, então a Lionsgate gastou US$14 milhões para abrir o filme em grande lançamento nos Estados Unidos. No entanto, o filme acabou arrecadando apenas US$3,6 milhões nos cinemas dos Estados Unidos. Mais tarde, a Lionsgate lançou a versão original (referido como uma versão sem classificação) em Blu-ray e DVD.
Todos os efeitos foram criados pelo maquiador de terror italiano Giannetto De Rossi, um dos favoritos do falecido diretor Lucio Fulci.

## Sinopse
Marie e Alex são as melhores amigas no caminho para ficar na casa dos pais de Alex durante o fim de semana para estudar. Quando elas chegam, Alex mostra a casa a Marie antes de se estabelecerem para jantar. Depois do jantar, Marie e Alex se preparam para ir para a cama. Enquanto Alex dorme, Marie deita na cama ouvindo música e se masturbando. Marie ouve uma campainha e Daniel, o pai de Alex, acorda para atender. O homem na porta é um assassino em série, que corta o rosto de Daniel com uma navalha. Sua cabeça é pressionada entre dois eixos da escada, e o assassino empurra uma estante de livros em direção a sua cabeça, decapitando-o. O barulho desperta a mãe de Alex, que encontra Daniel morto e é abordada pelo assassino.
Marie, ouvindo os gritos da mãe, organiza rapidamente o quarto de hóspedes para fazer parecer que ninguém fica lá e se esconde debaixo da cama. O assassino inspeciona o quarto de Marie, mas não a encontra. Marie desce as escadas e encontra Alex acorrentada em seu quarto. Prometendo encontrar ajuda, ela entra no quarto dos pais para encontrar um telefone. Depois de ouvir barulhos altos, ela se esconde no armário e através das venezianas da porta testemunha o assassinato da mãe de Alex enquanto sua garganta é brutalmente cortada com uma navalha.
O irmão mais novo de Alex, Tom, corre da casa para o milharal, perseguido pelo assassino. Marie retorna para Alex, onde ela testemunha o assassinato de Tom de uma janela. Marie promete libertar Alex, mas o assassino é ouvido retornando. Marie entra sorrateiramente na cozinha e pega uma faca de açougueiro. Alex é arrastada para o caminhão do assassino. Marie entra furtivamente no caminhão com a faca de açougueiro e se esconde lá com Alex. Ele os trava e vai embora.
Quando o assassino para em um posto de gasolina, Marie dá a faca a Alex e foge para a loja do posto de gasolina para obter ajuda. Quando o assassino entra na loja, Marie se esconde e ela testemunha o balconista Jimmy sendo assassinado com um machado. O assassino volta para o caminhão e Marie chama a polícia, mas desliga de frustração quando não consegue dizer onde está. Ela pega as chaves do balconista e usa o carro dele para seguir o assassino por uma estrada deserta. O assassino percebe Marie seguindo-o e golpeia o veículo de Marie, empurrando o carro para fora da estrada onde ele se destrói. Saindo a pé, gravemente ferida, Marie corre para a floresta enquanto o assassino a procura. Eventualmente, Marie espancou o assassino com um poste coberto de arame farpado. Enquanto Marie inspeciona o corpo, ele agarra sua garganta, então Marie o sufoca com uma folha de plástico e volta para o caminhão. Alex parece aterrorizada por Marie quando ela retorna ao veículo. Enquanto a polícia investiga os assassinatos do posto de gasolina através da fita de vídeo na loja, a fita mostra Marie assassinando o balconista. Em retrospecto, é revelado que Marie é assassina, ilusória e apaixonada por Alex e a verdadeira assassina da família de Alex.
No caminhão, Marie desata Alex. Assim que Alex está livre, ela ameaça Marie com a faca e a acusa de massacrar sua família. Alex corta o rosto de Marie e a esfaqueia no estômago antes de correr para a floresta. Marie persegue Alex com uma serra de concreto. Alex encontra uma estrada e sinaliza ajuda a um carro. Enquanto Alex entra no carro, Marie aparece brandindo a serra de concreto e estripando o motorista. Um pedaço perdido de vidro corta o tendão de Aquiles de Alex. Alex pega uma alavanca da caixa de ferramentas do carro e rasteja pela estrada. Marie força Alex a dizer que a ama, e ela a beija. Enquanto se envolveu no beijo, Alex mergulha o pé de cabra na parte superior do peito de Marie enquanto Marie proclama que nunca deixará ninguém ficar entre elas.
Algum tempo depois, Marie está em um quarto de hospital psiquiátrico, com Alex a observando através de um espelho de mão única . Marie sorri e alcança Alex, evidentemente ciente de que ela está por trás disso.[carece de fontes?]

## Elenco
- Cécile de France ... Marie
- Maïwenn ... Alexia
- Philippe Nahon ... o assassino
- Franck Khalfoun ... Jimmy
- Andrei Finti ... pai de Alex
- Oana Pellea ... mãe de Alex
- Marco Claudiu Pascu ... Tom
- Jean-Claude de Goros ... chefe de polícia
- Bogdan Uritescu ... policial
- Gabriel Spahiu ... homem do automóvel

## Lançamento
Haute Tension foi lançado na França em 18 de junho de 2003, onde foi distribuído pela EuropaCorp.
O filme foi exibido no Festival Internacional de Cinema de Toronto em 2003, durante a seção Midnight Madness. Após a exibição no festival, o filme foi comprado pela Lionsgate Films para distribuição na América do Norte. Em seu livro Films of the New French Extremity, Alexandra West descreveu que a exibição de Haute Tension na seção Midnight Madness fez dessa seção do festival de cinema um "bastião não intencional do Novo Extremismo Francês", que ainda não tinha seguidores populares. Após o lançamento de Haute Tensions, outros filmes foram seguidos no festival, como Calvaire (2004), Sheitan (2006) e Frontière(s) e À l'intérieur (2007) e Martyrs (2008).
Nos Estados Unidos, a Lionsgate lançou uma versão dublada em inglês do filme em 1323 cinemas em 10 de junho de 2005 (com um custo de marketing de US$14 milhões). Várias cenas de assassinatos foram editadas para evitar uma classificação NC-17. Um trailer de cinema com censura foi lançado pela Lionsgate para promover o filme, com "Superstar" da Sonic Youth.

### Censura
Algumas cenas foram editadas para a versão americana para obter uma classificação R pela MPAA. Cerca de um minuto do filme foi editado para evitar a classificação NC-17.

## Recepção
De acordo com o site de críticas Rotten Tomatoes, o filme possui uma taxa de aprovação de 40% com base em 132 críticas, com uma média ponderada de 5,12/10. O consenso declara: "De fato, há uma boa quantidade de tensão neste slasher francês, mas a dublagem é ruim e o final é inacreditável". Também recebeu uma pontuação de 42 no Metacritic com base em 30 críticos, classificando-o como tendo recebido "críticas mistas ou médias". As audiências consultadas pelo CinemaScore deram ao filme uma nota média de "C-" na escala A+ a F.
O crítico de cinema americano Roger Ebert concedeu ao filme apenas uma estrela, abrindo sua crítica: "O filósofo Thomas Hobbes nos diz que a vida pode ser 'pobre, desagradável, brutal e curta.' E este filme também. "Ele acrescentou que o filme tinha um buraco no enredo" que não só é grande o suficiente para passar um caminhão, mas na verdade tem um caminhão passando por ele".
Lisa Nesselson, da Variety, foi mais indulgente, dizendo que o filme "habilmente faz malabarismos com sangue e suspense", tem um "design de som enervante" e "tem um aspecto sinistro de hemoglobina que se encaixa na história como uma luva". James Berardinelli elogiou o filme, escrevendo: "O filme se revela em sangue e gore, mas este não é apenas um filme de respingos comum. Há muita inteligência tanto no roteiro quanto na direção de Alexandre Aja..Para quem gosta de filmes de terror e não liga para grandes quantidades de fluidos tingidos de vermelho, este é imperdível. É um triunfo do Grand Guignol". Mark Holcomb do The Village Voice escreveu que o filme se assemelha a "um pastiche dos filmes de terror americanos dos anos 70 que aparentemente aumentam o excesso mundial de sequências, remakes e recriações irono-nostálgicas", em última análise, vendo-o como uma "deconção intelectual obstinadamente sangrenta e gratificante de tipos como  The Texas Chainsaw Massacre, Halloween e (surpreendentemente, mas apropriadamente) Duel".

### Controvérsia
O filme foi incluído nos 10 filmes mais ridiculamente violentos da TIME Magazine.
Vários espectadores notaram notáveis semelhanças entre o enredo do filme e o enredo do romance Intensity, de Dean Koontz. Quando questionado no Festival Sundance de Cinema em 2004, o diretor reconheceu que tinha lido o romance e estava ciente das semelhanças. Em seu site, Koontz afirmou que estava ciente da comparação, mas não processaria "porque achou o filme tão pueril, tão repugnante e tão falido intelectualmente que não queria a associação com ele que inevitavelmente chegaria se ele perseguisse uma ação contra o cineasta".

## Trilha sonora
- Muse — "New Born"
- Ricchi e Poveri — "Sarà perché ti amo"
- U-Roy — "Runaway Girl"
- Félix Gray e Didier Barbelivien — "A toutes les filles"
- François Eudes-Chanfrault — "Faustina Mauricio Mercedes"
- Scott Nickoley, Jamie Dunlap, Molly Pasutti, and Marc Ferrari — "I Believe"
- François Eudes-Chanfrault — "Celebration A2"
- Arch Bacon — "Pillow Talk"
- François Eudes-Chanfrault — "Paris—Nice"
- François Eudes-Chanfrault — "Out of the Mundial"

## Referência em outras mídias
- Artista de horrorcore Corey Jennings aka Kardiac de Nova Iorque no vídeo da música para o seu single "The Country Road Cover Up", fez uma homenagem a Haute Tension.[26]